# Meurtre du Petit Pâtissier
Le meurtre du Petit Pâtissier est une affaire criminelle française qui débute le 22 septembre 1892 lorsque Gustave Bisson, aussi appelé Ernest Dubuisson, connu sous le surnom du Petit Pâtissier, indicateur de la police française chez les anarchistes du Havre et de la banlieue nord de Paris, est assassiné à Saint-Denis.
Suite à la découverte du cadavre de l'indicateur Gustave Bisson étranglé et lacéré de plusieurs coups de poignard dans le canal Saint-Denis, la police lance une enquête et procède à l'arrestation de plusieurs anarchistes. Henri Meyrueis et Bernard Chappuliot sont rapidement considérés comme les principaux responsables de l'assassinat et condamnés à la déportation au bagne à perpétuité.

## Histoire

### Contexte
Au XIXe siècle, l'anarchisme naît et se constitue en Europe avant de se propager. Les anarchistes défendent la lutte contre toutes formes de domination perçues comme injustes, en premier lieu la domination économique, avec le développement du capitalisme. Ils sont particulièrement opposés à l'État, vu comme l'organisation permettant d'entériner un bon nombre de ces dominations au travers de sa police, son armée et sa propagande.
Suite à la répression de la Commune de Paris (1871), les anarchistes sont soumis à une répression sans cesse croissante - et tandis que leurs méthodes sont pacifiques et relativement ouvertes, cette répression pousse les anarchistes à chercher à éviter la surveillance et la répression étatique qui s'abat sur eux. Dans ce contexte répressif, un certain nombre d'anarchistes en France en vient à considérer que la vengeance visant des bourgeois, magistrats, policiers, ou toute autre cible perçue comme responsable de cette violence, serait légitime. 

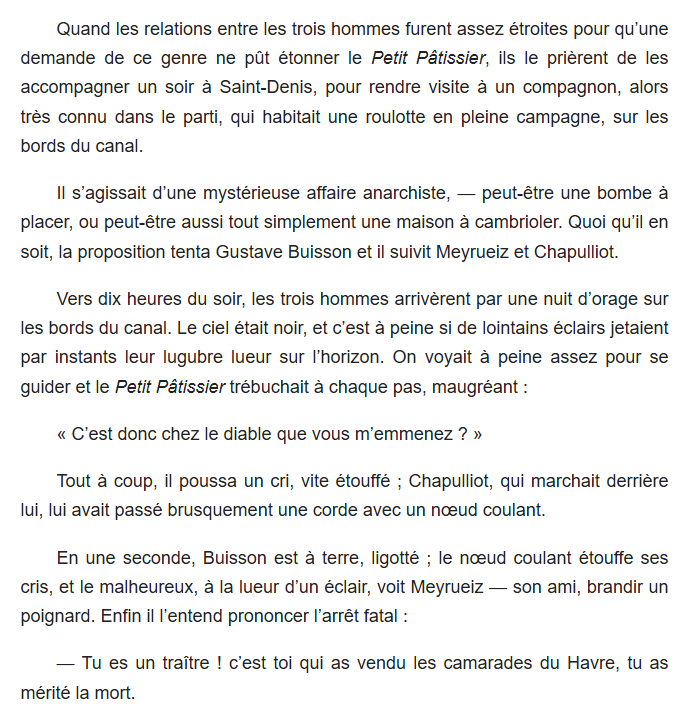
Récit romancé de l'assassinat chez Marie-François Goron

Dans cet ensemble de cibles que les anarchistes considèrent comme des ennemis, les indicateurs sont une cible privilégiée, étant donné qu'ils sont des traîtres au mouvement anarchiste et à leurs compagnons, qu'ils peuvent faire condamner à de lourdes peines, y compris à la peine de mort.  

### Bisson et meurtre
En parallèle, Gustave Bisson, un jeune anarchiste de dix huit ans, est arrêté au Havre au début de l'année 1892. Il n'est libéré de son arrestation qu'après avoir dénoncé ses camarades. À partir de cette période, il est un fervent soutien de la police et fournit des informations à celle-ci sur les milieux anarchistes du Havre - par exemple en fournissant des informations sur Théodule Meunier ou Jean-Pierre François lorsque l'un des deux passe dans la ville, suite à l'attentat du Véry. Se sachant repéré au Havre, Bisson rejoint Paris, où il se dissimule sous des dizaines de pseudonymes, évolue entre différents hôtels, mais est tout de même reconnu.
À Paris, Bisson côtoie le groupe anarchiste formé autour d'Henri Meyrueis et de Bernard Chappuliot. Ceux-ci reçoivent cependant des renseignements du Havre les informant que Bisson est un « mouchard » et qu'il a trahi ses camarades. Ils auraient alors décidé de l'exécuter en réponse à sa trahison.

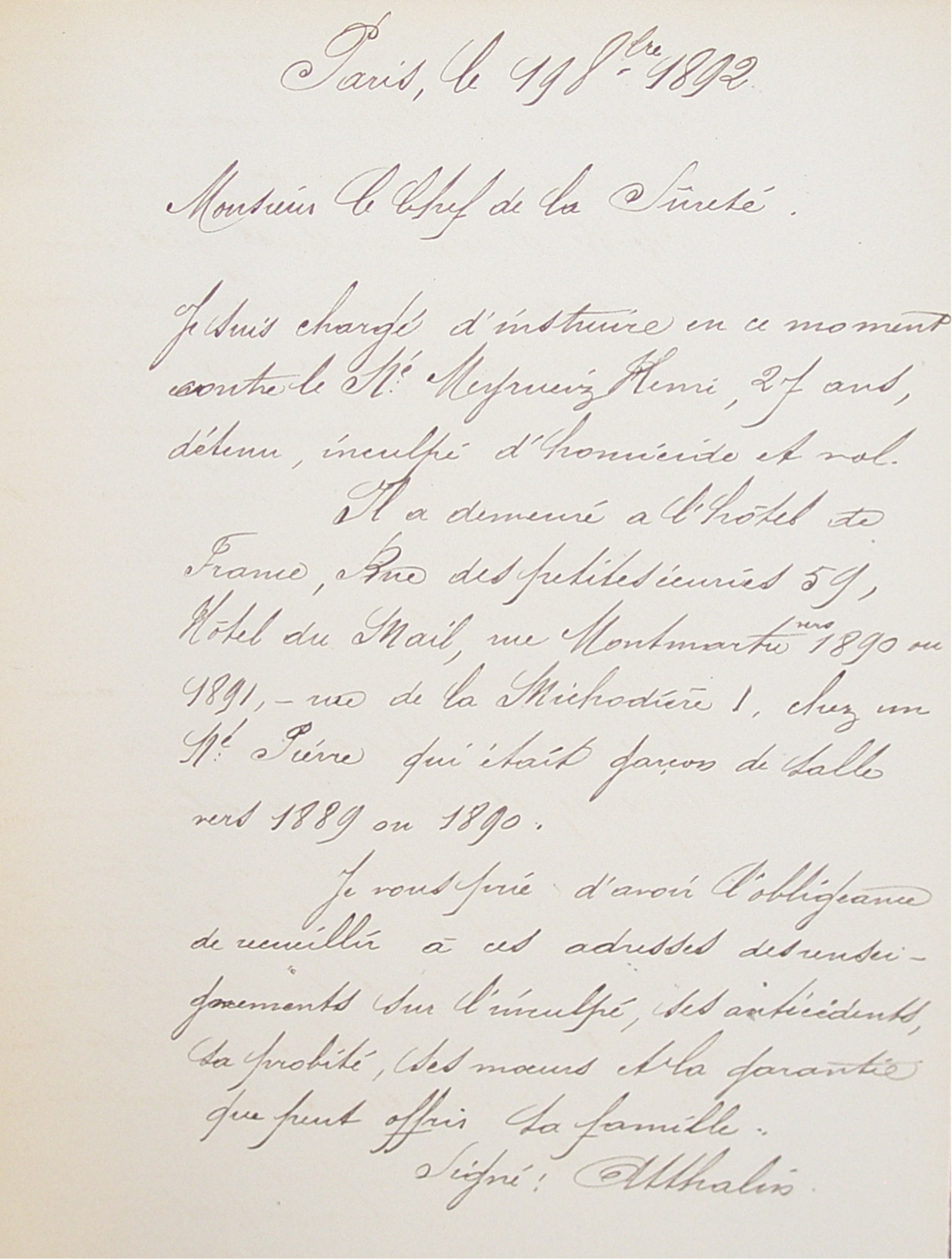
Demande de renseignements du juge Athalin à Marie-François Goron sur Henri Meyrueis (Ba 1056 Ernest Dubuisson 'Le Petit Pâtissier'- courtoisie dArchives anarchistes)

Dans la soirée du 22 septembre 1892, Meyrueis et Chappuliot auraient donné rendez-vous au Petit Pâtissier dans un bal à Saint-Denis. Vers minuit, ils se mettent en route vers le canal Saint-Denis. Selon l'informateur de la police X2 et Marie-François Goron, chef de la Sûreté française pendant cette période, David Altéran, habitant dans une roulotte, serait aussi impliqué dans l'affaire,. Goron soutient que Meyrueis et Chappuliot auraient prétexté se rendre chez lui pour discuter d'une affaire avec Bisson.
Chappuliot serait alors passé derrière Bisson, lui aurait passé une corde ou sa ceinture au cou, et l'aurait maintenu de la sorte tandis que Meyrueis l'aurait poignardé à sept reprises, ne s'arrêtant que lorsqu'il a la certitude que le Petit Pâtissier est mort,. Celui-ci aurait tenté de les supplier, sans succès,. Les complices jettent ensuite le corps dans le canal et se rendent chez des amis, où ils parlent de leur acte. La police le retrouve cinq jours plus tard.

### Suites judiciaires
Chez ces amis, l'un de leurs compagnons, Hugot, déclare être horrifié par l'acte - suite à quoi ils le menacent. Il décide de transmettre l'information à la Sûreté, qui arrête Meyrueis et Chappuliot. Meyrueis parvient à fournir un alibi mais Chappuliot finit par confesser leurs actes. Ils sont tous deux jugés en mars 1893. Lorsque Chappuliot voit Hugot témoigner à son procès, il déclare vivement, entre autres : 
Dis le donc ! misérable ! traître ! Si je suis ici, c'est à toi que je le dois ! Tu veux me faire envoyer à l'échafaud !
Chappuliot admet avoir participé à l'acte, mais nie son caractère prémédité. Les deux sont condamnés à la déportation au bagne à perpétuité. Meyrueis y meurt assassiné en 1894 par l'armée française, pendant le massacre des anarchistes du bagne.